# 98금양호 침몰 사고
98금양호 침몰 사고는 2010년 4월 2일 서해상 천안함 침몰 사건 현장에 투입돼 실종자·부유물 수색에 나섰던 저인망 쌍끌이 어선 제98금양호가 수색작업 종료 후 오후 8시 30분경 대청도 서쪽 54 km 지점에서 침몰한 사고이다.

## 개요

### 일지
- 2010년 4월 2일 20시 30분 : 해양경찰청 위성조난수신소로부터 100톤급 저인망어선 제98금양호의 조난신호 받음[2]
- 2010년 4월 2일 20시 31분 : 해경, 1.8 km가량 앞서 항해중이었던 주선인 제97금양호 선주에게 연락했으나 '특이사항이 없다'는 답변을 받음[2]
- 2010년 4월 2일 21시 35분경 : 해경, 어업정보통신국에 위치 확인 요청 연락 두절 사실 최종 확인[2]
- 2010년 4월 2일 23시 16분경 : 해경. 음파탐지기가 설치된 해군 함정으로부터 수심 70m인 사고해역에 가라앉은 선박이 발견됐다는 통보 받음.[2]
- 2010년 4월 3일 11시40분경 : 침몰 제98금양호 위치확인 부표 설치[3]
- 2010년 4월 3일 02시경 : 해경, 해상에서 충돌(추정)후 도주한 캄보디아 국적 화물선 TAIYO 검거[2]
- 2010년 4월 3일 10시경 : 김종평 시신 발견[4]
- 2010년 4월 3일 11시경 : 충돌(추정) 후 도주한 캄보디아 국적 화물선 TAIYO 인천 대청도 입항[5]
- 2010년 4월 3일 15시 50분경 : 김종평 시신 인천 송도가족사랑 병원으로 이송[5]
- 2010년 4월 3일 19시 15분경 : 인도네시아인 선원 시신 발견. 처음에는 유수프 하에파로 알려졌으나 추후 람방 누르카효로 밝혀짐[4],[6]
- 2010년 4월 5일 : 충돌 용의선박인 캄보디아 국적 화물선 TAIYO 1등 항해사 탄트 진 툰(37.미얀마) 입건[7]
- 2010년 4월 8일 : 실종자 가족 사고 해역 방문[8]
- 2010년 4월 9일
  - 충돌 용의선박인 캄보디아 국적 화물선 타이요호의 1등 항해사 탄트 진 툰(37.미얀마 국적) 사건 검찰에 송치 수사 종결[9]
  - 정부, 금양호 실종자 가족과 대화[10]
  - 람방 누르카효의 시신이 인도네시아 대사관에 인계되어 본국으로 운구됨.[11]
- 2010년 4월 14일 제98금양호의 수중수색을 위한 우선협상 대상 업체로 (주)언딘을 선정[12]
- 2010년 4월 23일 제98금양호 수중수색 어려움으로 잠정 중단[13]
- 2010년 5월 4일 제98금양호 희생자 보국포장 추서[14]
- 2012년 3월 29일 법이 개정됨에 따라 의사자로 지정되었다.[15]

### 사고 당시 탑승자
4월 16일 기준으로, 김종평과 람방 누르카효의 2명이 시신으로 발견되었고 나머지 7명은 실종상태이다.
- 선장 : 김재후(48)
- 기관장 : 박연주(49)
- 선원
  - 김종평(55)
  - 정봉조(49)
  - 이용상(46)
  - 안상철(41)
  - 람방 누르카효(Cambang Nurcahyo, 36, 인도네시아 국적)
  - 유수프 하에파(Yusuf Haaefa, 35, 인도네시아 국적)
  - 허석희(33)

## 유의점
- 천안함 사건과 직접적인 인과관계는 없다. 하지만 천안함 실종자를 구조하다 사망한 한준위 준위에 대해서는 항상 천안함 실종자와 함께 추모가 되지만 98금양호는 어느 곳에서도 추모하지 않는다.

## 같이 보기
- 천안함 침몰 사건
- PCC-772 천안
- 백령도
- 17동양호 침몰 사고